# Jüdischer Friedhof (Dieburg)

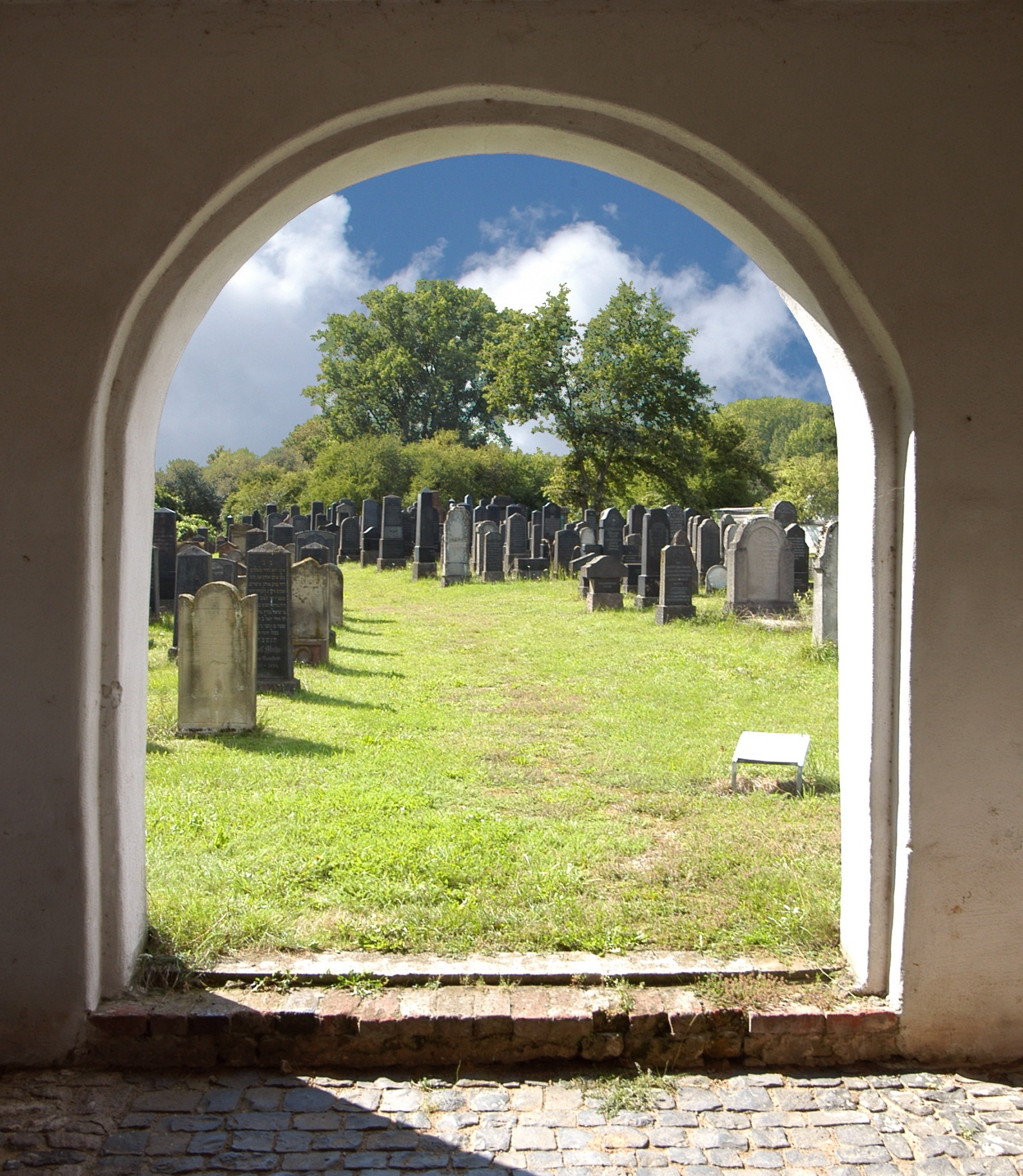
Jüdischer Friedhof Dieburg

Der Jüdische Friedhof Dieburg ist ein jüdischer Friedhof in Dieburg, einer Stadt im Landkreis Darmstadt-Dieburg (Hessen). Der Friedhof ist ein geschütztes Kulturdenkmal und befindet sich am Ausgang der Stadt in Richtung Frankfurt am Main bzw. Hanau (Bundesstraße 45) links der Straße in einem Gewerbegebiet (Straße Am Bauhof).

## Geschichte
Der Friedhof der jüdischen Gemeinde Dieburg wurde um 1530 angelegt und 1812, 1830 und 1926 erweitert. Er hat eine Fläche von 108,30 Ar. Die Friedhofshalle (Taharahaus) wurde 1853 erbaut. Auf dem Friedhof wurden die Toten auch folgender Orte beigesetzt: Eppertshausen,  Georgenhausen, Groß-Bieberau, Groß-Umstadt, Groß-Zimmern,  Gundernhausen, Habitzheim, Klein-Umstadt, Lengfeld, Messel, Münster, Ober-Klingen, Ober-Ramstadt, Raibach, Reinheim,  Roßdorf, Semd, Spachbrücken, Ueberau, Urberach und Zeilhard.

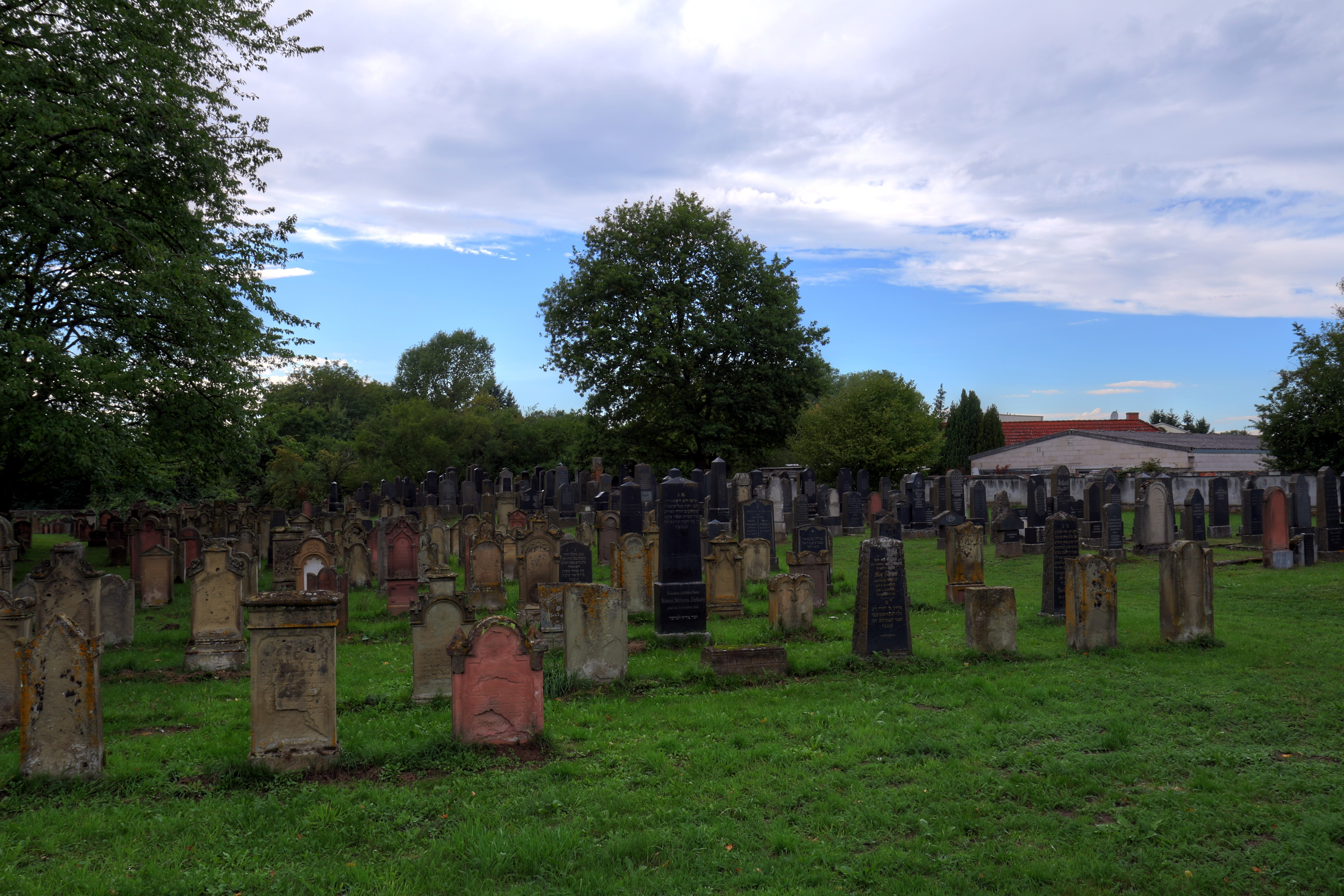
Nördlicher Teil des Friedhofes

Heute sind auf dem Friedhof noch 989 Grabsteine (Mazewot) vorhanden. Links vom Eingang befindet sich der ältere Teil mit dem ältesten Stein von 1715. Da aus Platzmangel Aufschüttungen durchgeführt worden sind, wurden die älteren Steine verschüttet. Im mittleren Teil befinden sich die Grabsteine aus dem 19. Jahrhundert und im neueren Teil die letzten Grabsteine aus den 1930er Jahren.
In der Zeit des Nationalsozialismus wurde ein Teil der Grabsteine abgeräumt und als Baumaterial für eine Terrasse und eine Freitreppe des als örtliche Parteizentrale der NSDAP genutzten Schlosses Fechenbach verwendet. Diese Grabsteine wurden am 8. Januar 1948 auf Initiative und mit großer Anteilnahme der im DP-Lager Dieburg lebenden Displaced Persons feierlich zum Friedhof zurücktransportiert. Da aber der ursprüngliche Standort der Grabsteine nicht mehr bekannt war, wurden die zurückgeführten Grabsteine entlang der östlichen Friedhofsmauer aufgestellt, und jene Steine, deren Inschriften herausgehauen worden waren, wurden zu einem Haufen aufgeschichtet.